# Площанський Венедикт Михайлович
Венеди́кт Миха́йлович Площа́нський (23 березня 1834, Калуш — 8 лютого (21 лютого) 1902, Вільно) — український публіцист, громадський діяч й історик з москвофільськими поглядами, який зрештою емігрував до Російської імперії.

## Життєпис
Народився в м. Калуші.
Освіту здобув у Львівському університеті. Був прихильником москвофільства: єдності «русского» народу в трьох його гілках — білоруській, великоросійській і малоросійській, брав участь у галицько-російському русі за національне відродження в Австро-Угорської імперії. Став прихильником «святоюрців». У 1865 році став членом рософільського товариства «Галицько-руської матиці».
5 травня 1870 року був прийнятий у Ставропігійський інститут. Від 1872 р. — Народного дому у Львові, товариства імені М. Качковського (і був їх головою у 1877—1880 роках).
У 1861—1886 роках опублікував краєзнавчі нариси про майже 100 місцевостей Галицької Русі.
Від 1874 року — член-кореспондент Московського археологічного товариства.
У 1871—1887 роках працював останнім редактором, а пізніше і видавцем націоналістично-консервативної великої галицько-російської газети «Слово» у Львові. У 1882 році виступав фігурантом «Справи Ольги Грабар», відкритої владою Австро-Угорської імперії в межах боротьби з «русофілами», отримавши 5 місяців тюремного ув'язнення за звинуваченням у державній зраді. Звільнився. 1887 року емігрував до Російської імперії, прийняв її підданство і влаштувавсь працювати у Віленській археографічній комісії з розбору давніх актів. Був виконуючим обов'язки окремого цензора з внутрішньої цензури в м. Вільно з 3 березня 1894 року до 24 лютого 1901 року.
Помер у м. Вільно.

## Праці
- Видав праці з історії Холмщини — «рос. Прошлое Холмской Руси по архивным документам XV—XVIII веков и другим источникам» (два томи, Вильно, 1899 р., 1901 р.).
- «рос. Акты Холмских судов XVI–XVII ст.»; друкувався у виданні «рос. Труды ІХ Археологического Съезда».
- Галицко-русский город Станиславов. — «Науковый сборник Галицко-Русской матицы за 1868 г.», Льв., 1869 г., — С. 15—56.(рос.)
- «Некоторые села Галицкой Руси» (1872) (рос.)
- Бродовский замок в начале австрийского владычества до 1786 г. — Слово, 1874 г. — № 108. (рос.)
- Буск, город и бывшее княжество того же имени на Галицкой Руси. — «Литературный сборник Галицко-Русской матицы за 1871 г.». — Львов, 1871, — С. 67—98. (рос.)
- Бучач. — Слово (Льв.), 1865 г., № 6575. (рос.)
- Написав велику кількість статей про галицькі місцевості, які склали книгу «рос. Некоторые села Галицкой Руси» (1872 р.).